# Terrorgruppe
Terrorgruppe est un groupe allemand de punk rock, originaire de Berlin. Il est formé en 1993, dissous en 2005 et de nouveau reformé en 2013 avant de se séparer à nouveau en 2022. Terrorgruppe chante en anglais et en allemand.

## Biographie

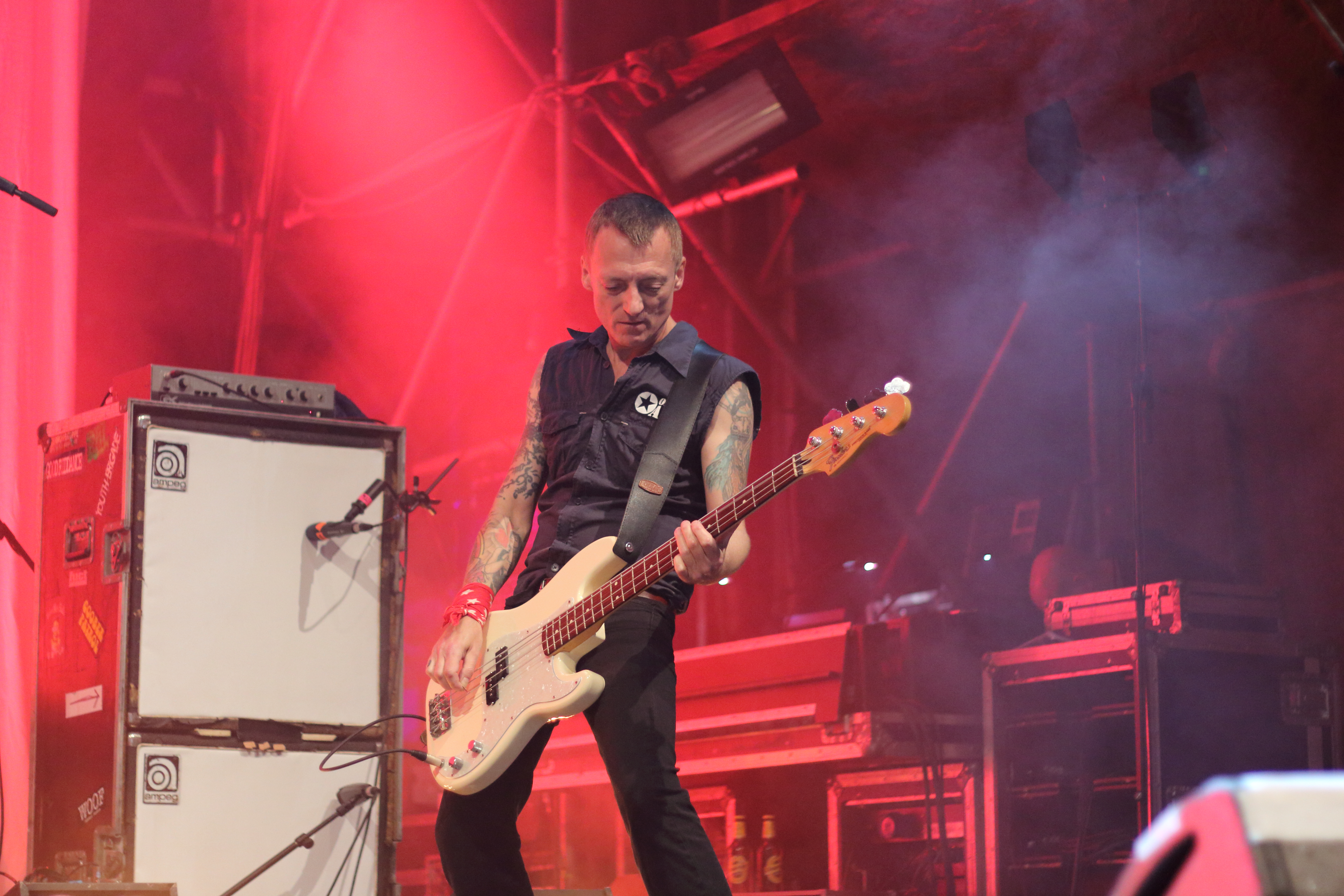
Zip Schlitzer, au Picture on Festival en 2014.

Terrorgruppe est formé en février 1993 à Berlin, quelques années après la chute du Mur, à l'initiative de Archi Alert, ancien guitariste du groupe de punk hardcore Inferno et de Johnny Bottrop. Leur premier 45 tours, Dem Deutschen Volke, qui contient leur tube Die Gesellschaft Ist Schuld (Dass Ich So Bin), lance leur carrière au sein de la scène alternative allemande. Leur musique évolue ensuite vers un pop punk efficace sur des paroles critiquant férocement la société allemande, mais toujours sous l'angle du second degré. 
Terrorgruppe obtiendra un réel succès populaire au même titre que Die Ärzte avec lesquels ils partageront d'ailleurs un split-45 tours intitulé Rockgiganten Vs. Strassenköter, en 1996. En 1998, ils tournent avec NOFX, Die Toten Hosen et Die Ärzte, puis avec ZSK et WIZO. En 1999, ils participent à la bande originale du film Oi! Warning des frères Benjamin et Dominik Reding. En 2002 sort l'album live Blechdose. En 2004, le groupe n'annonce aucun nouveau concert. Ils se séparent en novembre 2005.
En janvier 2013, le DVD Sündige Säuglinge hinter Klostermauern zur Lust verdammt, un documentaire sur l'histoire du groupe, est publié. En prime, ils publient le DVD/CD  Nachtisch - Halbstark in Kreuzberg 1993-2006 qui comprend des chansons rares et inédites. En décembre 2013, la première apparition scénique de Terrorgruppe annoncée pour mai 2014. Leur première apparition réelle s'effectue le 25 mai 2014 au SO36. Le groupe donne un autre concert avec KIZ le 26 mai 2014. Le bassiste Zip Schlitzer est renvoyé du groupe et remplacé par Kid Katze. En janvier 2016, le groupe publie l'album Tiergarten, qui atteint la 28e place des classements allemand, et la 52e place en Autriche,. En couverture de l'album, ils utilisent le selfie d'un singe. En 2017, ils publient leur album live Superblechdose.
En 2022, Terrorgruppe effectue une courte tournée de six concerts. Peu avant le début de cette tournée, le bassiste Zip Schlitzer décède. Le dernier concert du groupe a lieu le 21 juillet 2022 au Huxleys Neuer Welt à Berlin.

## Discographie

### Albums studio
- 1995 : Musik für Arschlöcher
- 1996 : Music for Assholes
- 1996 : Musik für Leute wo trinken gern Pipi
- 1996 : Melodien für Milliarden
- 1997 : 15 Punkcerealien
- 1998 : Keiner hilft euch
- 1999 : Über Amerika (CD)
- 2000 : 1 World 0 Future
- 2003 : Fundamental
- 2006 : Rust in Pieces
- 2014 : Inzest im Familiengrab
- 2016 : Tiergarten

### Albums live
- 2002 : Blechdose
- 2017 : Superblechdose

### Singles
- Dem deutschen Volke (7" / 1993)
- Arbeit (7" / 1994)
- Fickparty 2000 zur Lust verdammt (7" / 1994)
- Die Gesellschaft ist schuld (Split-7" / 1994)
- Keine Airbags für die CSU! (MCD / 1995)
- Kinderwahnsinn (MCD / 1995)
- Der Rhein ist tot (MCD / 1996)
- Wochenendticket (MCD / 1996)
- Rockgiganten vs. Straßenköter (Split-MCD mit Die Ärzte / 1996)
- Sretni smo mi svi .. EP (Split-7" mit Mars Moles / 1997)
- Mein Skateboard ist wichtiger als Deutschland (MCD / 1997)
- Wir müssen raus (MCD / 1997)
- Neulich Nacht (MCD / 1998)
- Mommy-EP (MCD / 1999)
- Allein gegen Alle (MCD / 2000)
- Stay Away from the Good Guys (MCD, 7" / 2000)
- Tresenlied (Live) (MCD / 2001)
- Dee Dee Ramone / Terrorgruppe Split (split-10"/MCD / 2002)
- Angela (MCD / 2003)
- Fischertechnik (SCD / 2004)
- Bananenrepublik (7" / 2004)

### Compilation
- 2004 : Nonstop Aggropop 1977–97
- 2004 : Schöne Scheiße
- 2013 : Nachtisch – Halbstark in Kreuzberg 1993–2006
- 2013 : Dem Deutschen Volke – Singles 1993–1994

## DVD
- 2013 : Sündige Säuglinge hinter Klostermauern zur Lust verdammt